# ボアズ・デヴィッドソン
ボアズ・デヴィッドソン（ヘブライ語: בועז דוידזון、英語: Boaz Davidson；1943年11月8日 – ）は、イスラエルテルアビブ生まれの映画監督、脚本家、プロデューサーである。

## 人物
1979年にデビッドソンはイスラエルから米国に移住し、主にプロデューサー、脚本家として働いている。ジョージ・ルーカスの『アメリカン・グラフィティ』に触発されて作られたイスラエル映画『グローイング・アップ』シリーズの監督でもある。

## フィルモグラフィ
- グローイング・アップ Eskimo Limon(1979) 監督
- グローイング・アップ2/ゴーイング・ステディ』Eskimo Limon 2: Yotzim Kavua(1979) 監督
- グローイング・アップ3/恋のチューインガム』Eskimo Limon 3: Shifshuf Naim (1981) 監督
- グローイング・アップ4/渚でデート Eskimo Limon 4: Sapiches (1982) 監督
- サルサ/灼熱のふたり Salsa (1988) 監督・脚本・原案
- アストロ・コップ/地球クライシス2050 Lunarcop (1994) 監督
- エア・ストライク Air Strike (2002) 脚本・製作
- シティ・オブ・ブラッド Streets of Blood (2009) 製作総指揮
- エクスペンダブルズ The Expendables (2010) 製作総指揮
- コナン・ザ・バーバリアン Conan the Barbarian (2011) 製作
- エクスペンダブルズ2 The Expendables 2 (2012) 製作総指揮
- エンド・オブ・ホワイトハウス Olympus Has Fallen (2013) 製作総指揮
- キリングゲーム Killing Season (2013) 製作総指揮
- ザ・ヘラクレス Hercules: The Legend Begins (2014) 製作
- エクスペンダブルズ3 ワールドミッション The Expendables 3 (2014) 製作総指揮
- サバイバー Survivor (2015) 製作
- クリミナル 2人の記憶を持つ男 Criminal (2016) 製作総指揮
- ブラックバード 家族が家族であるうちに Blackbird (2019) 製作総指揮
- ティル・デス Till Death (2021) 製作総指揮
- ブリックレイヤー The Bricklayer (2023) 製作総指揮